# Polyommatus striata
Polyommatus striata är en fjärilsart som beskrevs av Tutt 1896. Polyommatus striata ingår i släktet Polyommatus och familjen juvelvingar. Inga underarter finns listade i Catalogue of Life.